# Paul Herzog
 (mai 2012).
Si vous disposez d'ouvrages ou d'articles de référence ou si vous connaissez des sites web de qualité traitant du thème abordé ici, merci de compléter l'article en donnant les références utiles à sa vérifiabilité et en les liant à la section « Notes et références ».
Paul Herzog (né le 26 juin 1911 à Bucarest et mort en 1992) est un médecin roumain, pionnier de la ventilation mécanique à pression positive pour les opérations du thorax avec le Professeur Clarence Crafoord. Il découvre en 1974 comment stabiliser du peroxyde d’hydrogène dans une émulsion et déposera deux brevets internationaux pour créer une gamme de produits de soins à l’oxygène portant le nom de sa femme, Karin Herzog.

## Biographie
Paul Herzog, né le 26 juin 1911 à Bucarest, est le fils d'un diplomate suisse et d'une mère autrichienne. Il décide de mener des études de médecine à Bucarest, puis à Vienne, à la veille de la Seconde Guerre mondiale. En 1948, il est appelé par l’hôpital Karolinska à Stockholm, en Suède, pour lutter avec une équipe de chercheurs contre l'épidémie de poliomyélite. En collaboration avec le Professeur Clarence Crafoord, il crée un appareil qui supplée à toute défaillance du système respiratoire. Le Dr Paul Herzog met ensuite au point un système complémentaire pour analyser la composition de l'air inhalé et rejeté par les individus, de façon à pouvoir reproduire cet air lors d'opérations sous narcose. 
Passionné par l’oxygène, il mesurera le taux d’oxygène sous la peau et en tirera la conclusion que le manque d'oxygène contribue au vieillissement de la peau. Il stabilise du peroxyde d'hydrogène (présent entre autres dans l'eau oxygénée) dans une émulsion, puis crée une gamme de produits basés sur l'émulsion à l'oxygène et décide d'ouvrir un institut de beauté en Suisse, sur les rives du Léman. Leur ligne de soin est baptisée « Karin Herzog », du nom de sa femme.

## Source
- www.karinherzog.com